# Police au Mexique

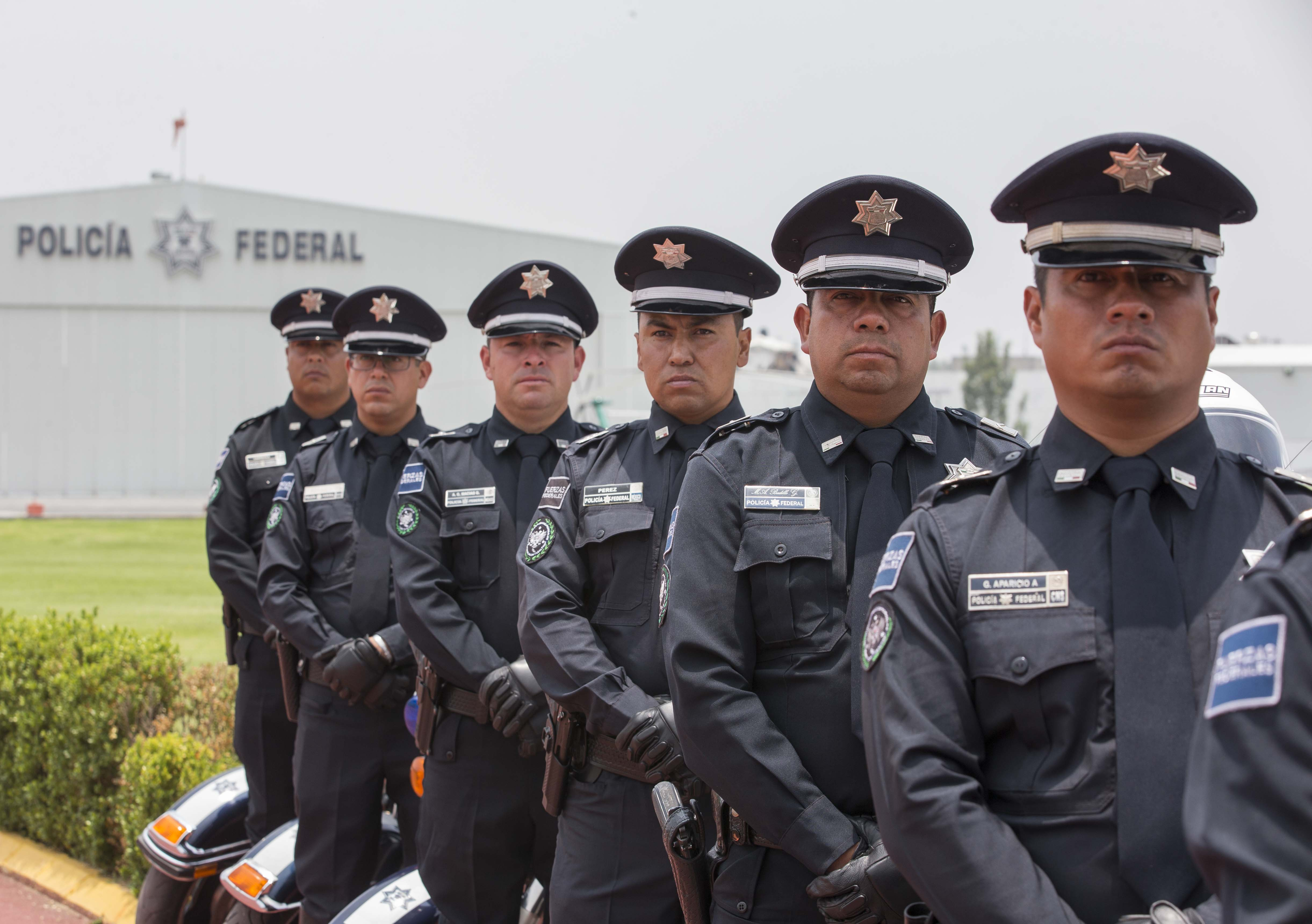
Policiers fédéraux mexicain

La police au Mexique est constituée d'organismes fédéraux et locaux (notamment municipaux). 

## Au niveau fédéral
La police fédérale et son unité d'élite, le Grupo de Operaciones Especiales, sous l'ordre du Secrétariat de Sécurité Publique, sont assistées du SIEDO (en), unité spécialisée de lutte contre le crime organisé sous l'autorité du Procureur général de la République du Mexique, qui a été créé en 2003 à la suite d'un scandale de corruption. Le nouveau chef du SIEDO, Noé Ramirez Mandujano a cependant été incarcéré en novembre 2008 à cause de son soutien à des cartels de la drogue. La corruption, endémique, et obstacle de taille à la « guerre contre le trafic de drogue » déclarée en 2006 par le président Felipe Calderón, touche également la police municipale. C'est l'une des raisons qui ont poussé la Drug Enforcement Administration (DEA) des États-Unis à se tourner vers la Marine pour enrayer le trafic de stupéfiants.
L'Agencia Federal de Investigación (es) (« Agence fédérale d'enquête ») fut créée en 2001, sous Vicente Fox, pour servir de force de police fédérale aux côtés de la police fédérale, et afin de créer un corps exempt de corruption. Calderón fit fusionner ses activités avec la police fédérale préventive (depuis 2009, police fédérale comptant 38 000 membres en 2014) durant les deux premières années de son mandat, avant de revenir sur cette décision, puis, en mai 2009, de rebaptiser l'Agence fédérale « Policía Federal Ministerial ». En décembre 2005, le Procureur général avait affirmé qu'un cinquième des membres de l'Agence étaient sous enquête (près de 1 500 des 7 000 agents) et que 457 agents avaient déjà été inculpés de divers crimes,,,. C'est cette agence qui avait mise en scène l'arrestation de la Française Florence Cassez en 2005, opérations de communication dont elle est coutumière.
Le 22 août 2014, une gendarmerie nationale mexicaine de 5 000 personnes est créée. Devant compter 10 000 hommes en 2018, elle est une division de la police fédérale ,.
Enfin, le Procureur général chapeaute une force de police consacrée à la lutte contre les fraudes et à défendre les droits des consommateurs, le Procuraduría Federal del Consumidor (PROFECO (en)), créé à la fin des années 1970. 

## Au niveau local
En 2014, il y a plus de 1 800 polices municipales. Devant la corruption et l'infiltration par les organisations criminelles de celles-ci, le président du Mexique  Enrique Peña Nieto annonce le 27 novembre 2014 le dépôt prochain d'un projet de loi visant à les dissoudre et les remplacer par 32 polices d'états.